# Bundesautobahn 485
La Bundesautobahn 485, abbreviata anche in BAB 485, è una autostrada tedesca della lunghezza di 20 km che collega la città di Langgöns con la città di Gießen e l'autostrada BAB 45.

## Percorso
| BAB 485 |           |                              |            |                         |                |
| Tipo    | n° uscita | Indicazione                  | km         | Corrispondenze          | Strada europea |
|         | 1         | Gießener Nordkreuz (Westeil) | 0,6        |                         |                |
|         | 1         | Gießen-Marburger Strasse     | 1,1        |                         |                |
|         | 1         | Gießener Nordkreuz (Ostteil) | 1,6 - 23,8 |                         |                |
|         | 2         | Gießen-Wieseck               | 22,3       |                         |                |
|         | 3         | Gießen-Ursulum               | 20,1       |                         |                |
|         | 4         | Gießen-Grünberger Straße     | 19,5       | Solo uscita dir. Gießen |                |
|         | 5         | Gießen-Licher Straße         | 18,3       |                         |                |
|         | 6         | Gießen-Schiffenberger Tal    | 17,0       |                         |                |
|         | 7         | Bergwerkswald                | 14,1       |                         |                |
|         | 8         | Linden                       | 12,4       |                         |                |
|         | 9         | Gießener Sudkreuz            | 10,0       |                         |                |
|         | 10        | Langgöns                     | 6,4        |                         |                |